# 特拉維夫表演藝術中心

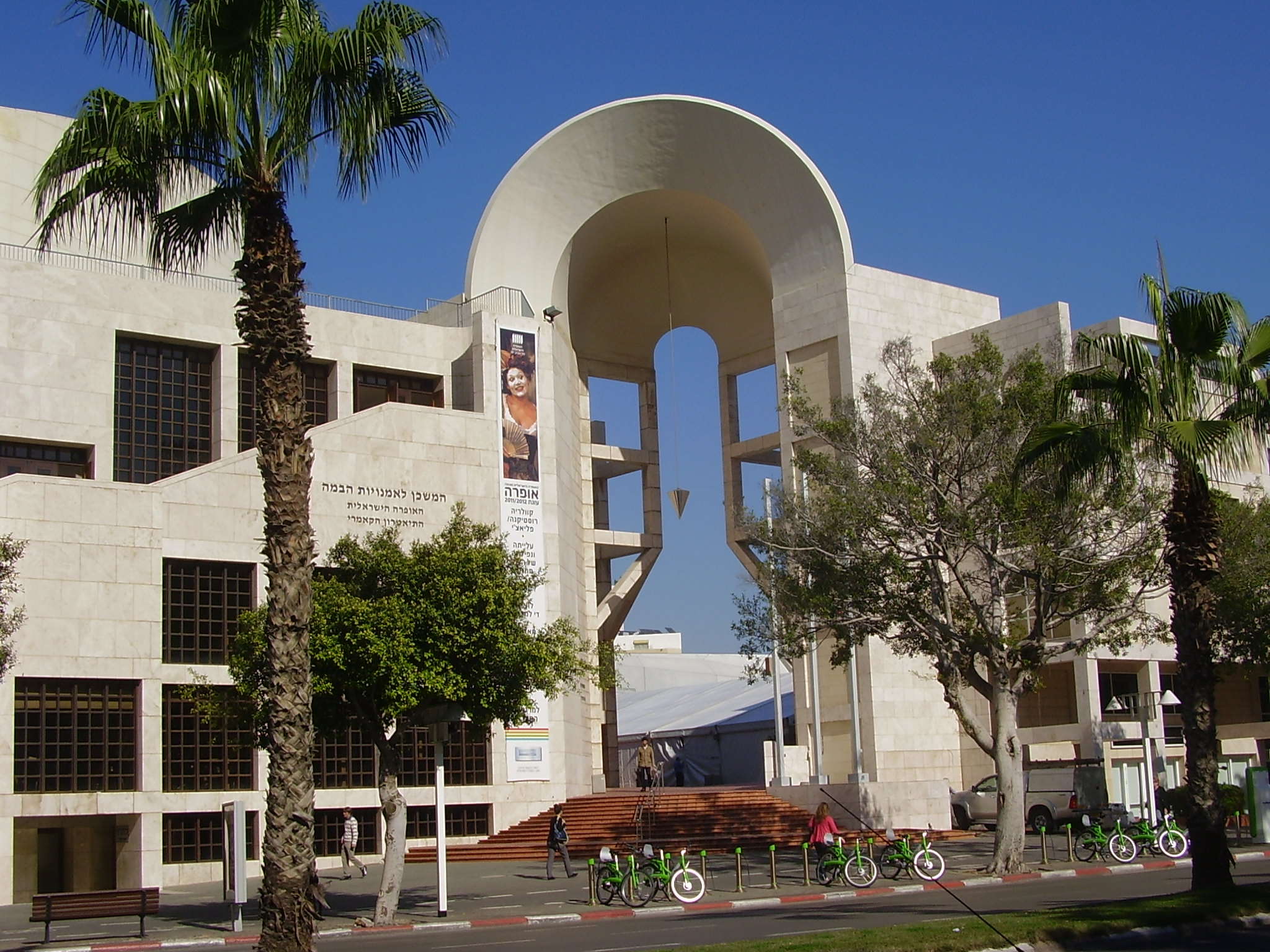
大教堂

特拉維夫表演藝術中心（TAPAC）是位於以色列城市特拉維夫的一座表演藝術中心，設計者是以色列建築家Yaakov Rechter。特拉維夫表演藝術中心開業於1994年，是以色列歌劇團的總部。現在特拉維夫表演藝術中心舉辦多種不同類型的表演藝術活動。

## 外部連結
维基共享资源上的相關多媒體資源：Tel Aviv Performing Arts Center
32°4′34.89″N 34°47′7.85″E / 32.0763583°N 34.7855139°E